# 등

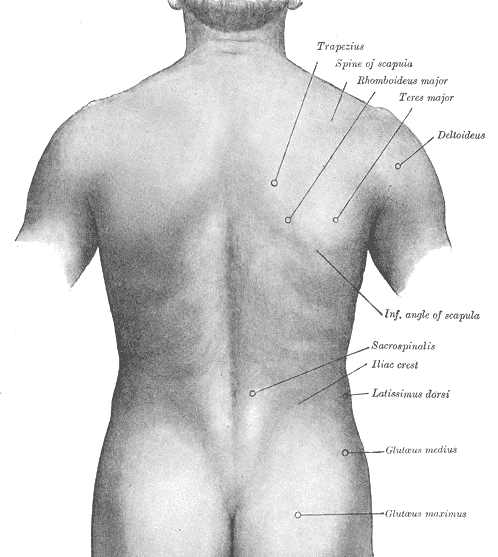
인간의 등.

등은 인간이나 동물의 몸통의 표면 중 가슴이나 배와 반대쪽, 즉 등뼈(척추)가 있는 측을 말한다. 특히 인간의 경우에는 몸통, 즉 허리보다 아래의 부분은 '엉덩이'라고 칭해 구별한다.
인간의 등은 엉덩이 꼭대기에서 목 뒤쪽까지 솟아오른 인체의 넓은 뒤쪽 영역이다. 가슴과 복부의 반대쪽 신체 표면이다. 척추는 등의 길이에 걸쳐 있으며 후퇴의 중앙 영역을 만든다. 등의 폭은 위쪽의 어깨와 아래쪽의 골반에 의해 만들어진다.
추간원판탈출증은 등의 흔한 의학적 증상이며 일반적으로 양성이다.

## 구조
인간의 등의 중심 특징은 척추이다. 특히 흉추 상단에서 요추 하단까지의 길이이다. 허리뼈는 척주관에 척수를 수용하고 일반적으로 모양을 제공하는 약간의 곡률을 갖는다. 흉곽은 등 상단의 척추(흉곽 상단이 T1 척추에 해당함)에서 등 길이의 절반 이상 연장되어 흉곽 하단과 흉곽 사이의 보호가 덜한 영역을 남긴다. 위쪽 등의 너비는 어깨의 넓고 편평한 뼈인 견갑골에 의해 정의된다.